# باول بلاكبيرن
باول بلاكبيرن (29 مارس 1934 في المملكة المتحدة - ) (بالإنجليزية: Paul Blackburn)‏ هو لاعب كريكت بريطاني.

## وصلات خارجية
- باول بلاكبيرن على موقع إي آس بي آن كريك إنفو (الإنجليزية)